# Kammermusik n. 1
La Kammermusik N. 1, op. 24 n. 1 per dodici strumenti è una composizione di Paul Hindemith scritta nel 1921.

## Storia
Dopo la fine della monarchia nel 1918 e l’avvento della democrazia parlamentare, in Germania si registrò, agli inizi degli anni venti del novecento, un numero crescente di focolai rivoluzionari, un impeto di vero e proprio sovvertimento popolare che ha finito con estendersi anche alle varie manifestazioni di spirito creativo. Si va dai disegni spettrali di George Grosz incentrati sulla fame e sulla miseria umana ai grotteschi paesaggi di Emil Nolde, ai ritratti allucinati di Oskar Kokoschka, fino alle desolate scene di strade popolate di donne costrette dalla miseria alla prostituzione, ritratte con agghiacciante realismo da Ernst Ludwig Kirchner. Nel cinema è il periodo dei film di Fritz Lang (con Metropolis del 1927) e Friedrich Wilhelm Murnau (col suo celebre Nosferatu del 1922, modello di una lunga serie cinematografica dedicata ai vampiri). Nel campo dei romanzi emergono autori quali Franz Werfel (celebre il suo drammatico I quaranta giorni del Mussa Dagh - ovvero Montagna di Mosè - che ricorda il terribile genocidio del popolo armeno iniziato durante gli ultimi anni della monarchia turca, quasi un tragico presentimento dei crimini di Hitler contro il popolo ebraico in Europa) e Alfred Döblin (che nel 1929 scrive Berlin Alexanderplatz, il cui protagonista è un uomo teso nella ricerca di riscattare la propria vita e dignità umana). In campo musicale mondiale è il periodo in cui vedono la luce pagine di rivoluzionaria violenza, quali La sagra della primavera di Igor Stravinskij, Il mandarino meraviglioso di Béla Bartók, la Suite scita di Sergej Prokofiev, il Wozzeck di Alban Berg. 
In quel periodo di fermenti rivoluzionari, Paul Hindemith aveva già composto un numero ragguardevole di opere, in prevalenza musica da camera (elemento questo, per diversi aspetti, assai significativo); decise a quel punto di gettarsi a sua volta nel crogiuolo rivoluzionario, forte delle proprie virtù tipicamente tedesche: alacre e metodica operosità, tenace volontà costruttiva, salda tradizione tecnica artigianale, profondo senso delle forme, delle strutture e della sintassi musicale . 
Tra le opere maggiormente significative del musicista di Hanau, il blocco delle sette opere accomunate dal titolo di Kammermusik rappresenta la manifestazione della sua prima maturità artistica, in un periodo caratterizzato da una energica reazione contro gli eccessi sotto l’aspetto emozionale tanto del tardo romanticismo quanto dell’espressionismo .  
Si può cogliere un’analogia tra questo ciclo di musiche da concerto per piccoli complessi orchestrali e i celeberrimi Concerti Brandeburghesi di Johann Sebastian Bach, data dal fatto che Hindemith «tende ora a dare un ordine, sul piano della coscienza formale e tecnica, agli stimoli e agli umori assunti dall’esperienza espressionistica» .

## Struttura della composizione
La Kammermusik n. 1, nota Giovanni Attilio Baldi, presenta la struttura di una libera composizione, svincolata da rigidi schemi formali, dove la scrittura si suddivide in periodi alterni, collegata da alcune formule melismatiche (da canto liturgico gregoriano). Nell’interno dei periodi, le frasi si dispongono secondo la spinta dell’estro, dando origine a piccoli nuclei di episodi che si avvalgono di uno sviluppo tematico e di una continua ripetizione di frammenti melodici . Caratteristica è la singolare composizione della piccola orchestra, che comprende flauto, clarinetto, fagotto, tromba, fisarmonica, xilofono, glockenspiel, 2 violini, viola, violoncello e contrabbasso, oltre alla singolare aggiunta di una scatola di latta riempita di sabbia e di una sirena nel finale . 
Il primo movimento Sehr schnell und wild (Molto veloce e selvaggio) si apre con una breve e molto energica introduzione contrassegnata da un ritmo travolgente; il tema assai conciso è annunciato dal flauto e dal clarinetto all’unisono con il violoncello e la fisarmonica, mentre il pianoforte e lo xilofono sostengono con gli archi il ruolo di un pedale dalla chiara intonazione ritmica. 
Nel secondo movimento Mäßig schnell Halbe. Sehr streng in Rhytmus (Moderatamente veloce alla minima. Molto rigorosamente in ritmo) vi è una minore sostanza ritmica e melodica rispetto al precedente. Hindemith affida al pianoforte la parte preminente nell’esposizione del tema, alquanto semplice e perfino arido; al pianista spetta di imbeccare di volta in volta i vari strumenti fino alla conclusione, anch’essa di marcata semplicità.
Il terzo movimento indicato Quartett: Sehr langsam und mit Ausdruck  (Quartetto: molto lento e con espressione) è il più interessante dell’intera composizione, dove Hindemith sfrutta le risorse sonore di un singolare quartetto, formato da un flauto, un clarinetto, un fagotto e un glockenspiel. Tocca al flauto presentare il tema, al quale risponde il clarinetto in forma di canone. Nel corso del movimento il tema passa di volta in volta tra i tre strumenti a fiato, mentre il glockenspiel pare che abbia l’unica funzione di inserirsi nel discorso dei tre protagonisti come per interromperlo ogni tanto .  
Il quarto e ultimo movimento è segnato in partitura Finale 1921: Lebhaft (Vivace). L’indicazione dell’anno 1921, a quanto pare, sarebbe un omaggio di Hindemith alla fondazione dei concerti di Donaueschingen , ma potrebbe anche essere la non breve citazione di una canzonetta intitolata “Fuchstanz” (Danza della volpe) di Wilm Will, un autore alquanto noto dell’epoca. In questo finale, Hindemith fa ricorso all’intero complesso strumentale dando eloquente prova di un humour anarchico e senza freni. È la tromba che annuncia il tema di foxtrot contemporaneo in sol maggiore, accompagnato dalle scale in tutte le altre undici tonalità maggiori; tale inserimento di marcata impronta canzonettistica richiama all’ascolto il tratto espressionista e deformante dell’arte pittorica di Grosz . Al termine del pirotecnico giuoco di fuochi d’artificio sonori, il movimento si conclude sorprendentemente con il suono acuto e stridente di una sirena , quasi una bonaria presa in giro nei confronti dei benpensanti severi critici musicali e dei rigidi custodi della tradizione musicale del tempo che fu.    

## Discografia parziale
- Berliner Philharmoniker, Claudio Abbado (EMI)
- Ensemble 13 Baden-Baden, Manfred Reichert (Deutsche Harmonia Mundi)
- Kronberg Academy Soloists, Christoph Eschenbach (Ondine)
- Los Angeles Chamber Orchestra, Gerard Schwarz (Nonesuch)
- Philharmonia Hungarica, Othmar F. Maga (Fratelli Fabbri Editori, IGM 1040)
- Royal Concertgebouw Orchestra, Riccardo Chailly (Decca)
- Strumentisti di Milano, Sergio Martinotti (Ars Nova)
- Tasmanian Symphony Orchestra, Werner Andreas Albert (CPO)